# راه هموار (مهاجران)
راه هموار (بالفارسية: راه‌هموار) هي مستوطنة تقع في إيران في Lalejin District. يقدر عدد سكانها بـ 1,403 نسمة .